# ケスコ
ケスコ（芬: Kesko Oyj、英: Kesko Corporation）は、フィンランド・ヘルシンキに本拠を置き、フィンランド国内のスーパーマーケットおよび北欧諸国のホームセンター、自動車輸入販売の各ブランドを保有する小売持株会社。ナスダック・ヘルシンキ上場企業（Nasdaq Nordic KESKOA、Nasdaq Nordic KESKOB）。

## 沿革
1940年10月、小売業者によって設立された4つのフィンランドの地域卸売会社 (Savo-Karjalan Tukkuliike、Keski-Suomen Tukkukauppa Oy、Kauppiaitten Oy、Maakauppiaitten Oy)の事業統合により設立された。株式を保有する小売業者の事業運営と商品購入をサポートするプラットフォームとして1941年初めに事業を開始、共同の広告活動が実施され、新グループのシンボルとして「K」のエンブレムが導入された。Keskoの社名は、フィンランド語で「集中」を意味する動詞（keskittyminen）に類似し、地域の卸売業者が全国規模のプラットフォームに集約されることを意味するとされる。
1950年代初頭、第二次世界大戦後の物資配給と輸入規制により成長が停滞するが、1950年代終わりに規制が撤廃されると、ケスコは従来の雑貨屋形態に加えて専門店の拡充を始め、1960年代に入ると生鮮食品が店舗の品揃えに加わることで、食料品中心への業態転換が進み、1971年にラハティで開業した第1号店を契機にスーパーマーケットの比重が増し、大規模化に伴い物流の効率化が進められた。1980年代に入ると衣料品事業と自転車事業を売却し、スーパーマーケット事業に集中したが、1990年代半ばからはスウェーデンおよびバルト三国で、建材や金物を取り扱うホームセンター事業に参入、2005年に買収によりノルウェーのホームセンターByggmakkerを保有、2023年にデンマークのホームセンターDavidsenの株式を買収した。
自動車の輸入販売はK-Autoのブランドで行われ、フォルクスワーゲンやポルシェ、アウディなどの新車・中古車の輸入販売およびアフターサービスを実施している。
部門別の売上の割合はスーパーマーケットが約50％、ホームセンターが約35％、自動車輸入販売が約15％となっている。フィンランド国内の売上が占める割合は約8割となっている。

## 保有ブランド
| ユヴァスキュラのK-Citymarket店舗 |  | オウルのK-Rauta店舗 |
| ユヴァスキュラのK-Citymarket店舗 |  | オウルのK-Rauta店舗 |

スーパーマーケット
- K-Citymarket（フィンランド）
- K-Supermarket（フィンランド）
- K-Market（フィンランド）
- Kespro（フィンランド）

ホームセンター
- Omninen（フィンランド）
- K-Rauta（フィンランド、スウェーデン）
- Byggmakker（ノルウェー）
- K-Bygg（スウェーデン）
- Davidsen（デンマーク）
- K-Senukai（ラトビア、リトアニア）
- OMA（ベラルーシ）

自動車輸入販売
- K-Auto（フィンランド、エストニア、ラトビア、リトアニア）